# 深川駅
深川駅（ふかがわえき）は、北海道深川市1条9番にある北海道旅客鉄道（JR北海道）の駅である。駅番号はA24。電報略号はフカ。事務管理コードは▲120103。
所属線の函館本線と、当駅を起点とする留萌本線を加えた2路線が乗り入れ、すべての定期旅客列車が停車する。1995年（平成7年）の廃線までは深名線の分岐駅でもあり、現在も代替バス（ジェイ・アール北海道バス深名線）との接続駅となっている。

## 歴史
- 1898年（明治31年）7月16日：北海道官設鉄道上川線の駅として開業[2]。一般駅[2]。
- 1905年（明治38年）4月1日：逓信省鉄道作業局に移管[2]。
- 1910年（明治43年）11月23日：留萠線（現・留萌本線）当駅 - 留萠駅間が開業。
- 1917年（大正6年）6月1日：旭川機関庫深川分庫設置。
- 1924年（大正13年）10月25日：雨龍線（後の深名線）開業[4]。
- 1932年（昭和7年）9月1日：旭川機関庫深川機関分庫が深川機関庫になる[7]。
- 1948年（昭和23年）：鉄道弘済会構内売店（後のキヨスク）が開業[新聞 1]。
- 1949年（昭和24年）6月1日：公共企業体である日本国有鉄道に移管。
- 1950年（昭和25年）2月1日：旭川客貨車区深川支区設置。
- 1954年（昭和29年）8月11日：昭和天皇、香淳皇后のお召し列車が停車。駅前奉迎が行われた[8]。
- 1960年（昭和35年）6月30日：駅本屋改築竣工（現駅舎）[9]。
- 1974年（昭和49年）3月13日：みどりの窓口営業開始[10]。
- 1984年（昭和59年）2月1日：貨物取扱い廃止[2]。
- 1985年（昭和60年）3月14日：荷物取扱い廃止[2]。
- 1987年（昭和62年）4月1日：国鉄分割民営化により、北海道旅客鉄道（JR北海道）の駅となる[2][4]。
- 1995年（平成7年）9月4日：深名線廃止、バスに転換[4]。
- 1997年（平成9年）4月1日：線路名を留萌本線に改称、それに伴い同線の駅となる。駅舎内に「深川物産館」が移転開業する[新聞 2]。
- 2003年（平成15年）3月1日：自動改札機を設置[11]。
- 2016年（平成28年）2月15日：キヨスク（キヨスク深川店）廃止[新聞 1][新聞 3]。
- 2018年（平成30年）1月21日：跨線橋に1番線と3・4番線をつなぐエレベーターが設置される[JR北 1]。
- 2024年（令和6年）3月16日：函館本線でICカード「Kitaca」の利用が可能となる[JR北 2][JR北 3][JR北 4]。
- 2026年（令和8年）4月1日：留萌本線廃止（予定）[JR北 5]。

## 駅構造
単式ホーム1面1線、島式ホーム2面3線、合計3面4線のホームを有する地上駅。のりばは駅舎側から順に1・3・4・6番線。ホーム間を連絡している跨線橋には、1番線と3・4番線間をつなぐエレベーターが設置されている。2番線と5番線はホームをもたない中線で、2番線は主に貨物列車の待避（上下線共用）、5番線は主に留萌本線運用車両の留置で使用される。かつては6番線の奥にも多数の側線を持ち、深名線の一部発着やイベント列車が使用する7番線まで存在し深名線運用車両の車庫や転車台（ターンテーブル）なども備えた鉄道の要衝であった。深名線の廃止後は規模を縮小し多くの側線や施設などが撤去され、一部は自由通路やジェイ・アール北海道バス深川営業所の敷地に転用されている。
社員配置駅。みどりの窓口、話せる券売機、自動改札機設置。Kitacaは函館本線のみ利用可能であり、留萌本線では利用できない。
駅舎は1960年（昭和35年）竣工の地上2階建てで、内部には物産館と観光案内所が併設されている。

### のりば
| 番線 | 路線      | 方向 | 行先           | 備考           |
| ---- | --------- | ---- | -------------- | -------------- |
| 1    | ■函館本線 | 上り | 滝川・札幌方面 |                |
| 3    | ■函館本線 | 下り | 旭川方面       | 主に特急列車   |
| 4    | ■函館本線 | 下り | 旭川方面       | 主に普通列車   |
| 4    | ■留萌本線 | 下り | 石狩沼田方面   |                |
| 6    | ■留萌本線 | 下り | 石狩沼田方面   | 一部の列車のみ |

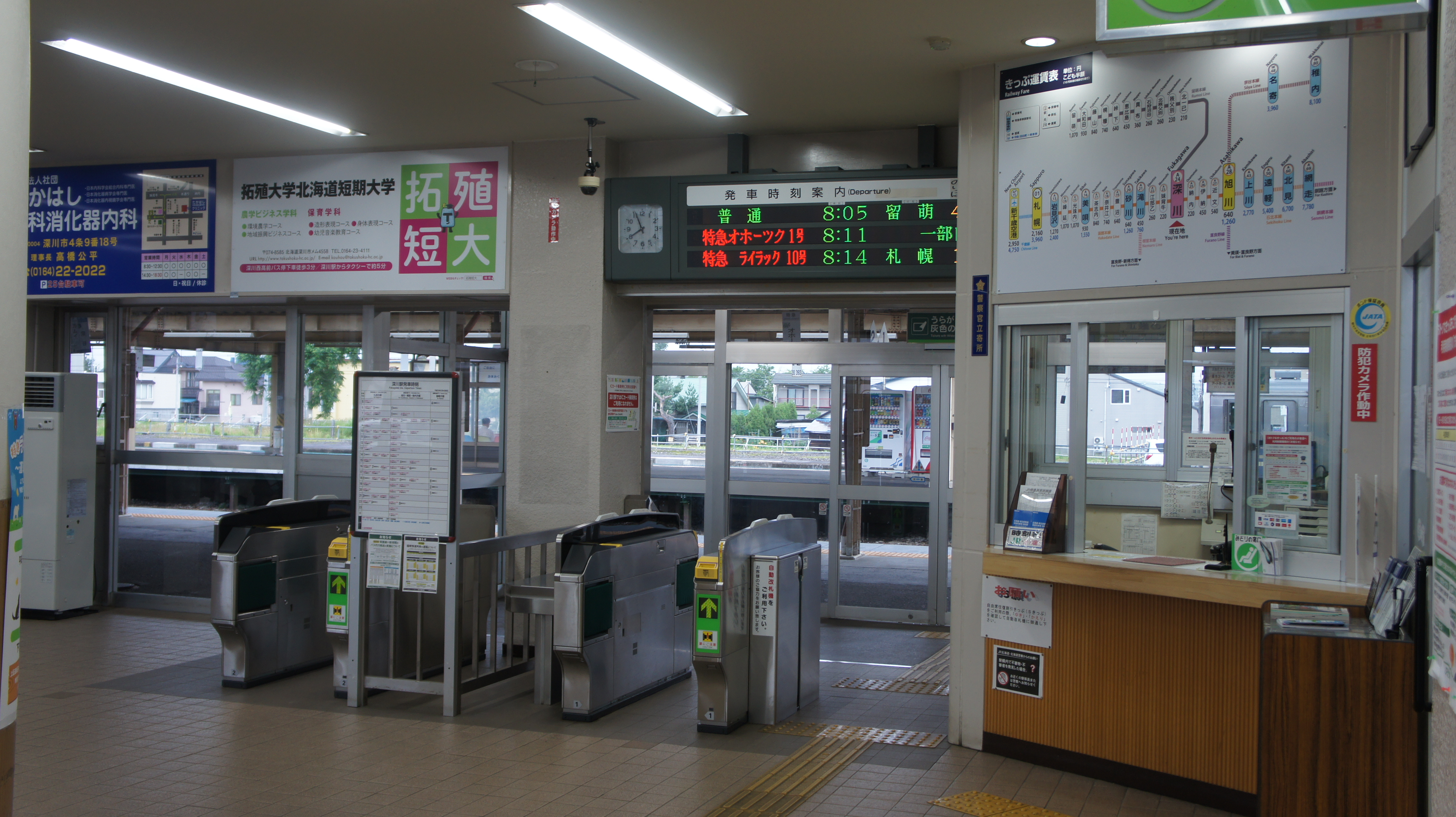
改札口（2017年7月）
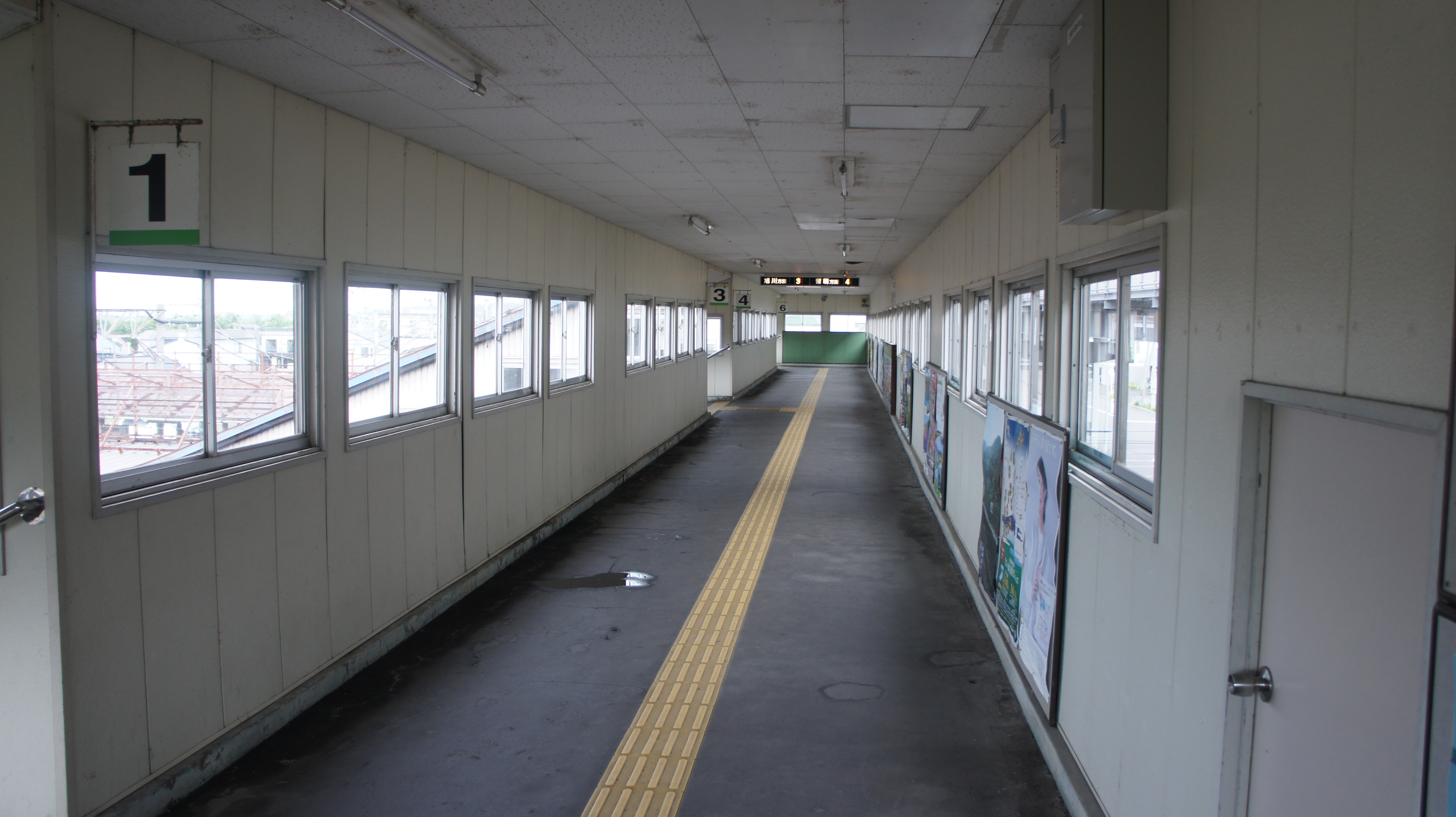
跨線橋（2017年7月）
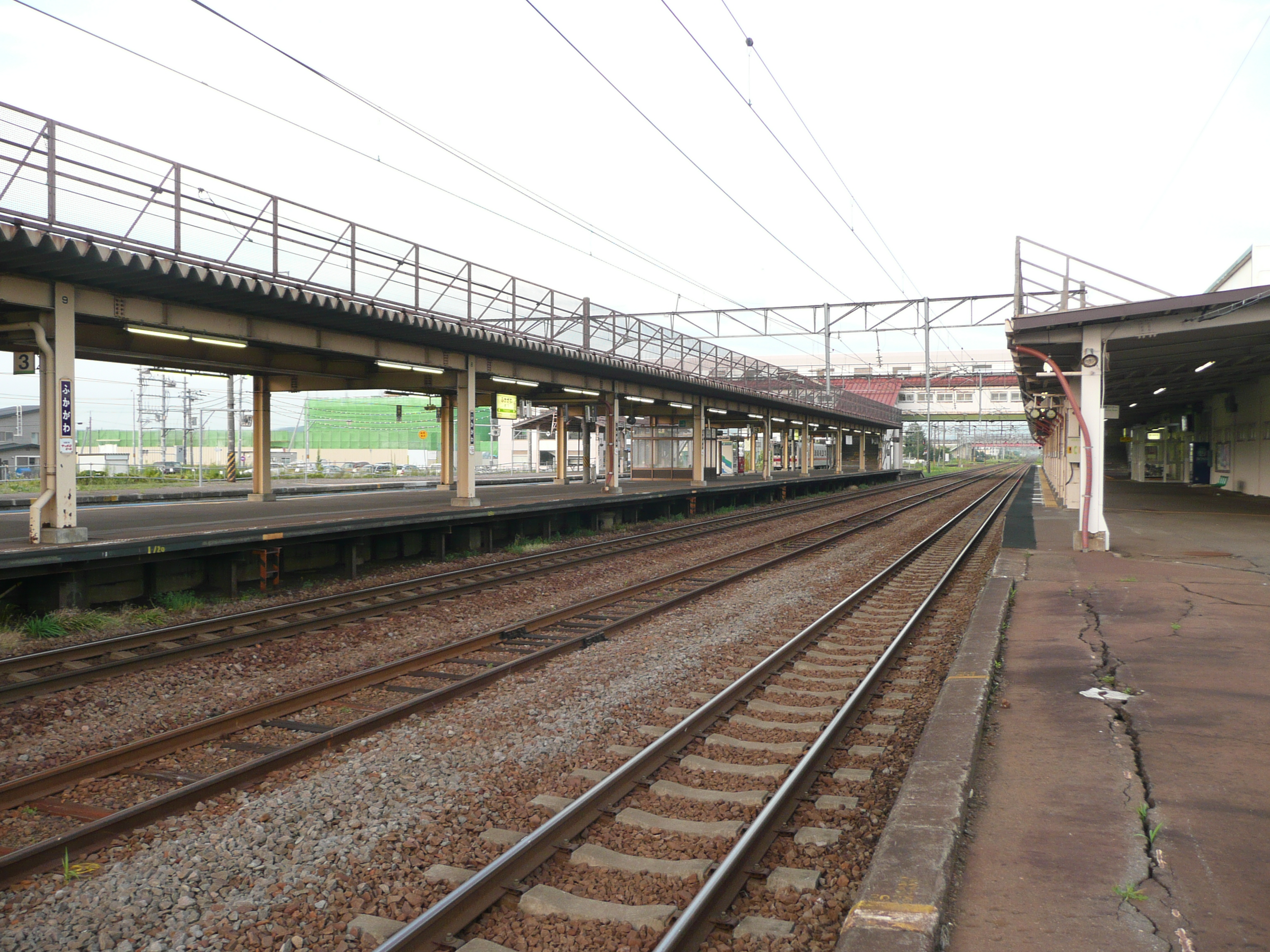
ホーム全体（2008年7月）
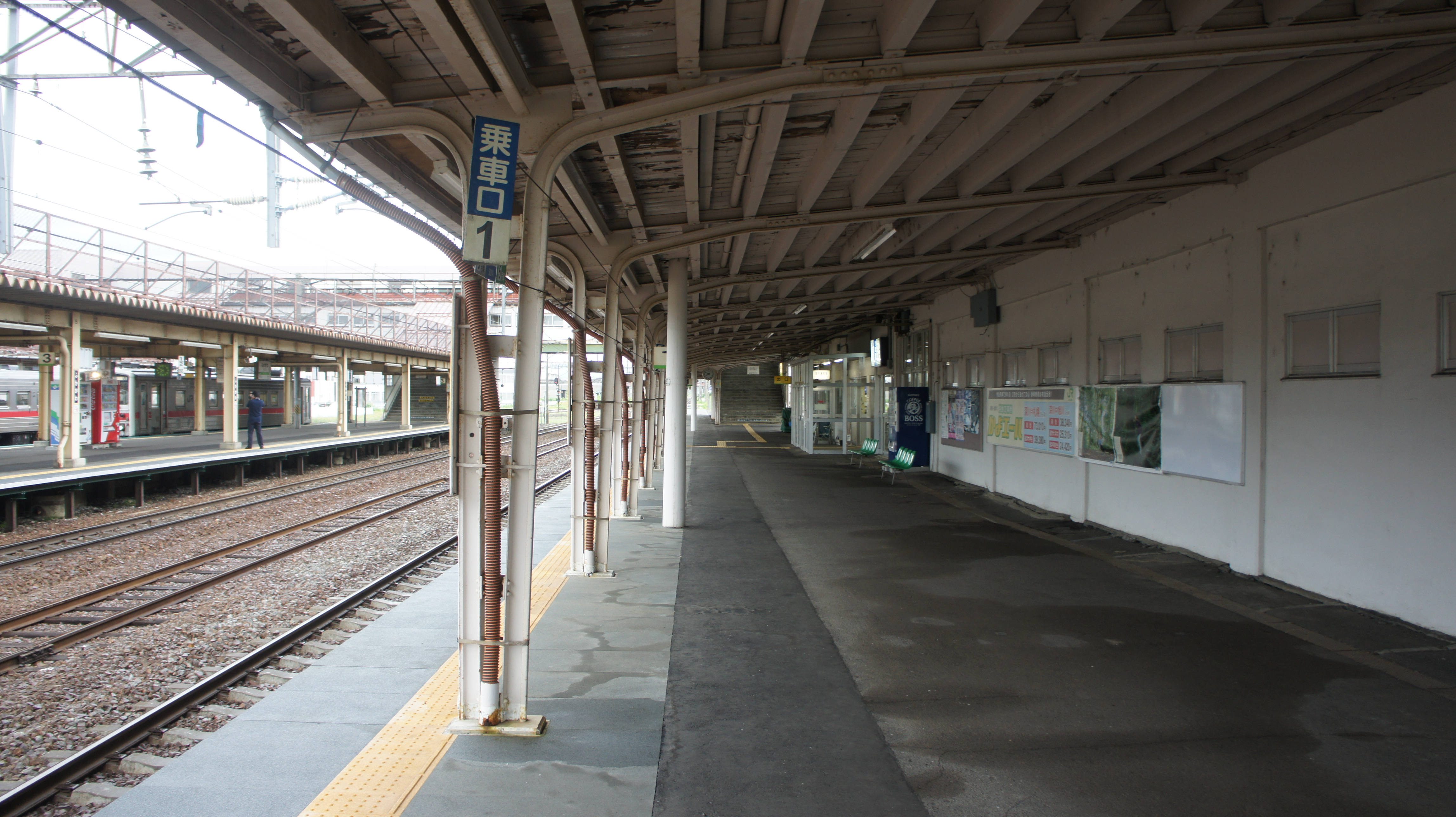
ホーム（1番線） （2017年7月）
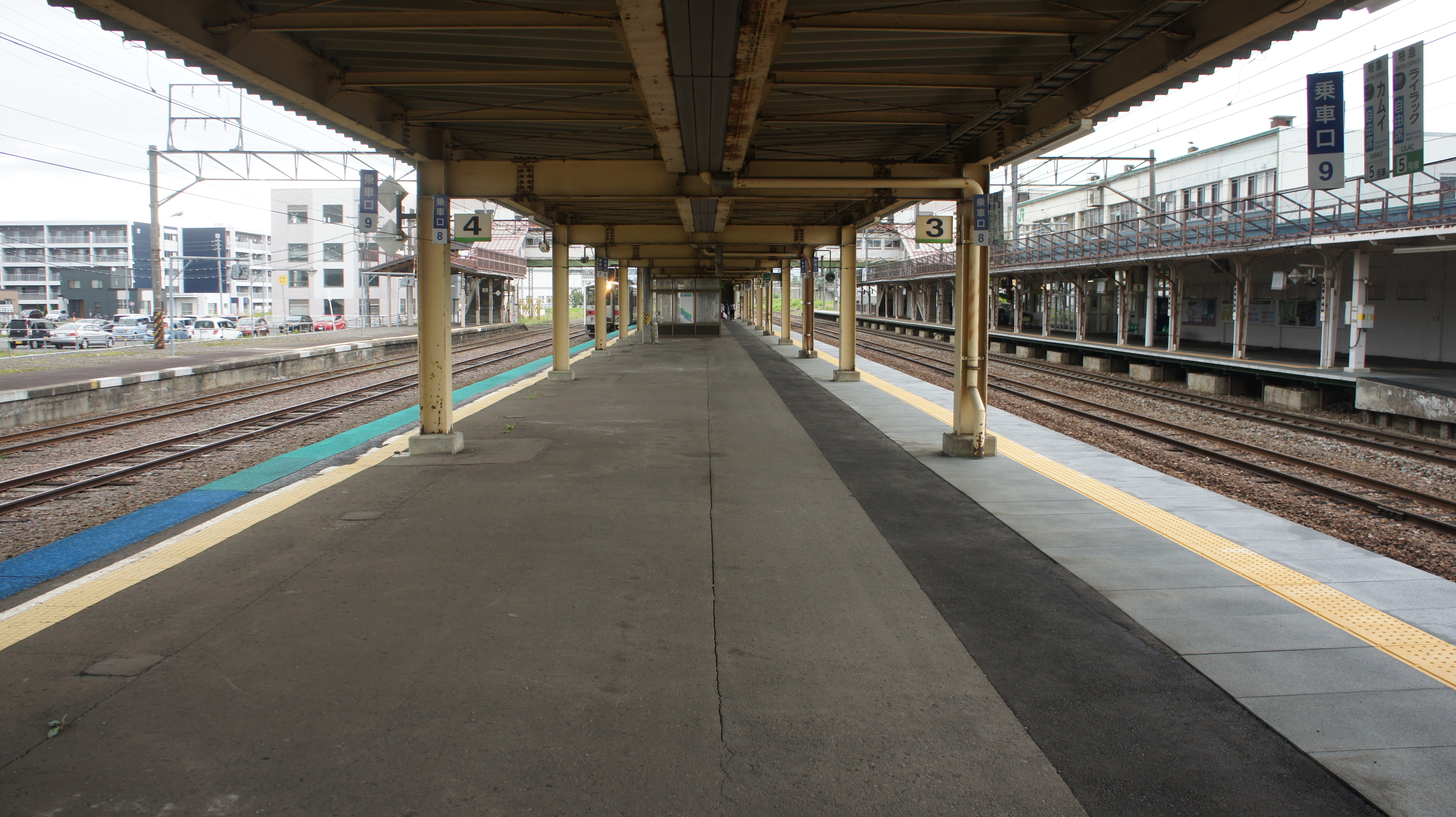
ホーム（3・4番線） （2017年7月）
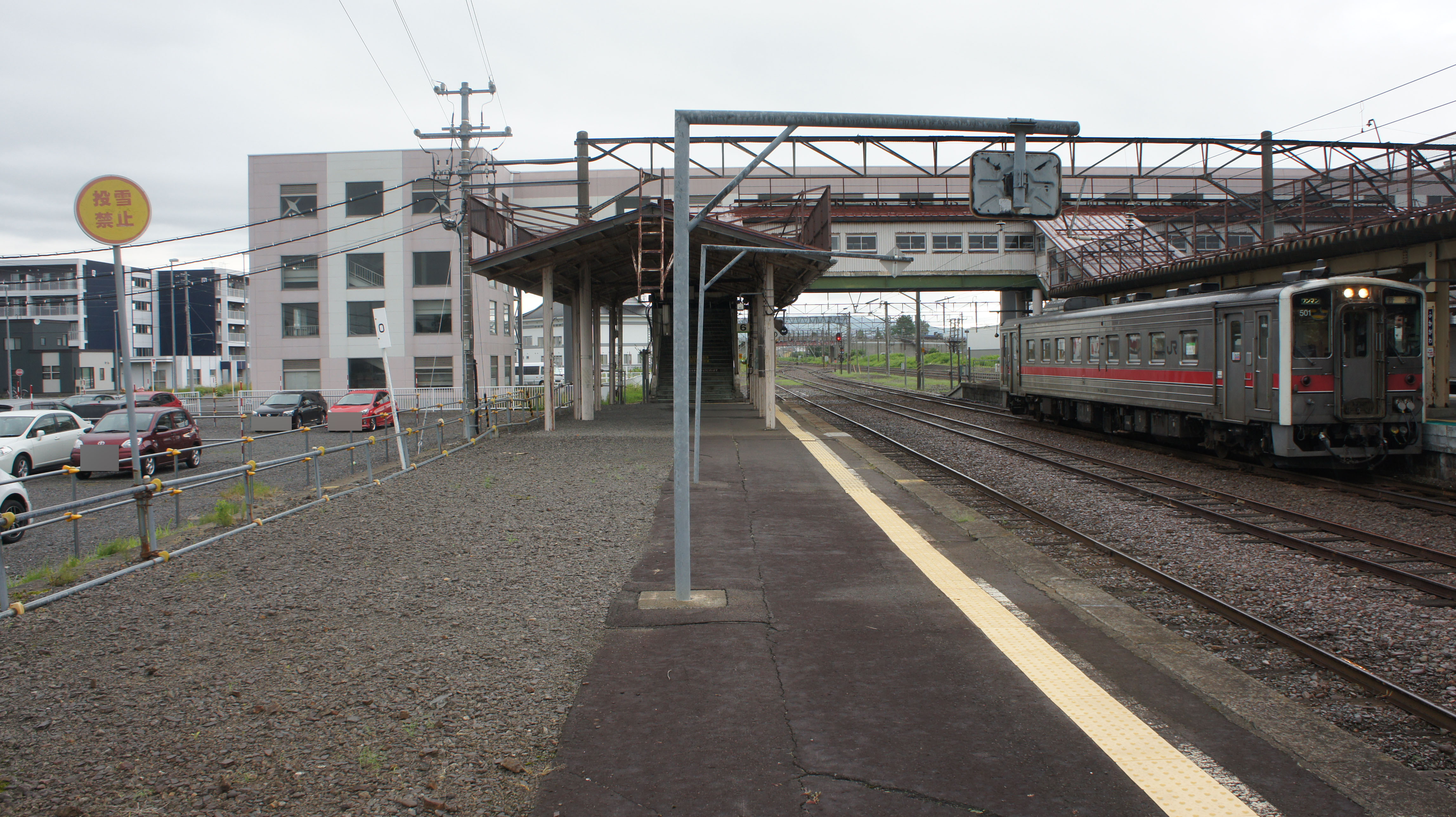
ホーム（6番線） （2017年7月）

## 利用状況
乗車人員の推移は以下のとおり。なお「JR調査」については、当該の年度を最終年とする過去5年間の各調査日における平均である。
| 年度               | 乗車人員  | 乗車人員 | 乗車人員 | 出典              | 備考                                        |
| 年度               | 年間      | 1日平均  | JR調査   | 出典              | 備考                                        |
| ------------------ | --------- | -------- | -------- | ----------------- | ------------------------------------------- |
| 1967年（昭和42年） | 1,134,845 | 3,101    |          | [ 14 ]            |                                             |
| 1968年（昭和43年） | 1,040,999 | 2,852    |          | [ 14 ]            |                                             |
| 1969年（昭和44年） | 872,971   | 2,392    |          | [ 14 ]            |                                             |
| 1970年（昭和45年） | 809,308   | 2,217    |          | [ 14 ]            |                                             |
| 1971年（昭和46年） | 739,741   | 2,027    |          | [ 14 ]            |                                             |
| 1972年（昭和47年） | 758,723   | 2,079    |          | [ 14 ]            |                                             |
| 1973年（昭和48年） | 778,971   | 2,134    |          | [ 14 ]            |                                             |
| 1974年（昭和49年） | 861,629   | 2,361    |          | [ 14 ]            |                                             |
| 1975年（昭和50年） | 804,346   | 2,197    |          | [ 14 ]            |                                             |
| 2010年（平成22年） |           | 1,070    |          | [ 15 ]            |                                             |
| 2011年（平成23年） |           | 1,050    |          | [ 16 ]            |                                             |
| 2012年（平成24年） |           | 1,023    |          | [ 17 ]            |                                             |
| 2013年（平成25年） |           | 997      |          | [ 18 ]            |                                             |
| 2014年（平成26年） |           | 953      |          | [ 19 ]            |                                             |
| 2015年（平成27年） |           | 979      |          | [ 20 ]            |                                             |
| 2016年（平成28年） |           | 1,153    | 1,152.6  | [ 21 ] [ JR北 6 ] | 同年度中に留萌本線留萌駅 - 増毛駅間廃止     |
| 2017年（平成29年） |           | 1,099    | 1,142.6  | [ 21 ] [ JR北 7 ] |                                             |
| 2018年（平成30年） |           | 1,085    | 1,090.4  | [ 21 ] [ JR北 8 ] |                                             |
| 2019年（令和元年） |           | 1,041    | 1,052.0  | [ 22 ] [ JR北 9 ] |                                             |
| 2020年（令和02年） |           |          | 975.4    | [ JR北 10 ]       |                                             |
| 2021年（令和03年） |           |          | 859.4    | [ JR北 11 ]       |                                             |
| 2022年（令和04年） |           |          | 823.8    | [ JR北 12 ]       | 同年度末で留萌本線石狩沼田駅 - 留萌駅間廃止 |
| 2023年（令和05年） |           |          | 775.4    | [ JR北 13 ]       |                                             |

## 名物
菓子のウロコダンゴが名物である。
かつては駅弁の販売が行われていた。末期に販売されていた主な駅弁は下記の通り。
- 番屋めし（土曜・休日のみ）
- お楽しみ幕の内弁当

現在は駅弁は販売されていないが、併設されている深川物産館では深川そばめし等の販売を行っている。

## 駅周辺
- 国道233号
- 北海道道284号深川停車場線
- 深川市役所
- 深川警察署
- 深川警察署駅前交番
- 深川郵便局
- 北空知信用金庫本店営業部
- 北洋銀行深川支店
- きたそらち農業協同組合（JAきたそらち）本所
- 深川市立病院
- 深川市民会館
- 丸善三番舘深川店
- 拓殖大学北海道短期大学
- アートホール東洲館（深川市経済センター）
- 深川市営温水プール「ア・エール」
- 深川市文化交流ホールみ・らい
- コープさっぽろ ふかがわ店
- 真言寺

## バス路線

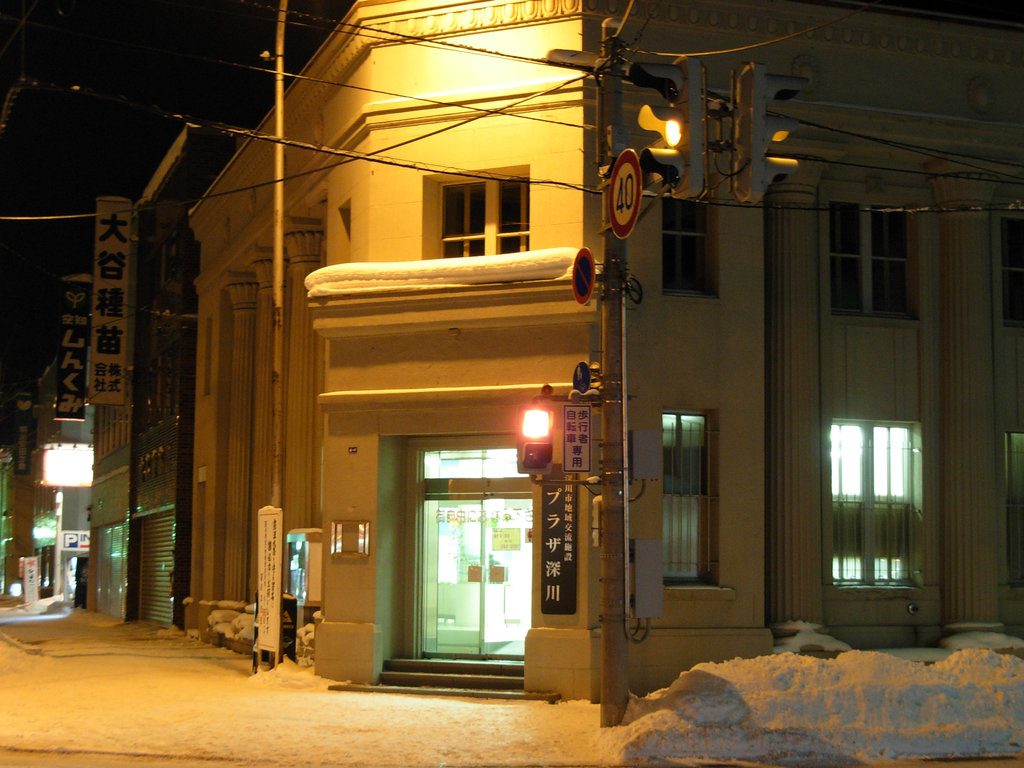
プラザ深川（2008年1月）

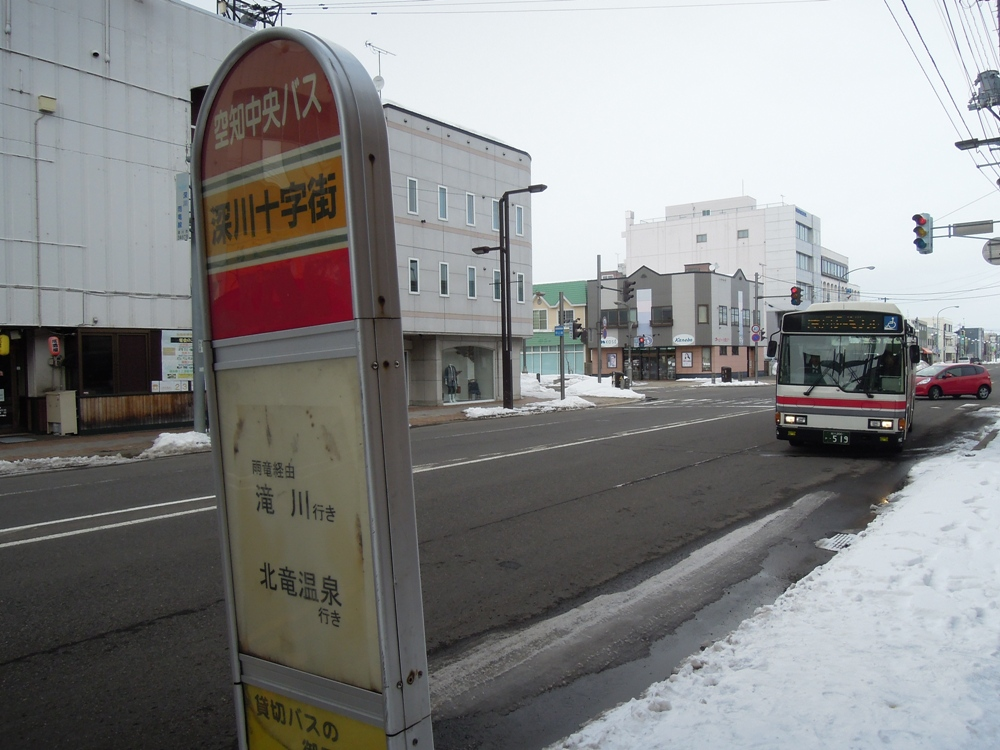
空知中央バス「深川十字街」バス停（妹背牛方面）（2013年3月）

2022年（令和4年）4月1日現在。詳細は事業者（路線・営業所）記事を参照。
「深川駅」停留所
- ジェイ・アール北海道バス（深名線） 幌加内方面
- 空知中央バス 深川市内循環線

「深川十字街」停留所
- 空知中央バス 各路線
- 道北バス・沿岸バス 留萌方面、旭川方面
- 北海道中央バス（高速るもい号） 留萌方面、札幌方面
  - 駅から徒歩3分の国道233号交差点にある。地域交流施設「プラザ深川」に待合所を兼ねた休憩スペースや自販機、トイレが設置されている。

## 隣の駅
北海道旅客鉄道（JR北海道）
■函館本線

妹背牛駅 (A23) - 深川駅 (A24) - 納内駅 (A25)
■留萌本線

深川駅 (A24) - 北一已駅

### かつて存在した路線
北海道旅客鉄道（JR北海道）
深名線
深川駅 - 円山駅

### JR北海道
1. ↑  『「深川駅エレベーター完成式典」を実施します』（PDF）（プレスリリース）北海道旅客鉄道、2018年1月16日。オリジナルの2018年12月27日時点におけるアーカイブ。2018年2月2日閲覧。
2. ↑  『2024年3月ダイヤ改正について』（PDF）（プレスリリース）北海道旅客鉄道、2023年12月15日。オリジナルの2023年12月15日時点におけるアーカイブ。2023年12月15日閲覧。
3. ↑  『2024（令和6）年3月ICカードKitacaエリアを拡大します』（PDF）（プレスリリース）北海道旅客鉄道、2023年12月13日。オリジナルの2023年12月13日時点におけるアーカイブ。2023年12月13日閲覧。
4. ↑  『ICカードKitacaエリアを拡大します! ～2024年春、函館・旭川各エリアでKitacaサービスを開始します～』（PDF）（プレスリリース）北海道旅客鉄道、2022年9月14日。オリジナルの2022年9月14日時点におけるアーカイブ。2022年9月14日閲覧。
5. ↑  『留萌線の鉄道事業廃止届の提出について』（PDF）（プレスリリース）北海道旅客鉄道、2025年3月28日。オリジナルの2025年3月28日時点におけるアーカイブ。2025年3月28日閲覧。
6. ↑  「駅別乗車人員（2016）」（PDF）『線区データ（当社単独では維持することが困難な線区）(地域交通を持続的に維持するために)』、北海道旅客鉄道株式会社、3頁、2017年12月8日。オリジナルの2018年8月17日時点におけるアーカイブ。2018年8月17日閲覧。
7. ↑  「留萌線（深川・留萌間）」（PDF）『線区データ（当社単独では維持することが困難な線区）(地域交通を持続的に維持するために)』、北海道旅客鉄道株式会社、3頁、2018年7月2日。オリジナルの2018年8月18日時点におけるアーカイブ。2018年8月18日閲覧。
8. ↑  “留萌線（深川・留萌間）” (PDF). 線区データ（当社単独では維持することが困難な線区）(地域交通を持続的に維持するために).   北海道旅客鉄道. p. 3 (2019年10月18日). 2019年10月18日時点のオリジナルよりアーカイブ。2019年10月18日閲覧。
9. ↑  “留萌線（深川・留萌間）” (PDF). 地域交通を持続的に維持するために > 輸送密度200人未満の線区（「赤色」「茶色」5線区）.   北海道旅客鉄道. p. 3 (2020年10月30日). 2020年11月2日時点のオリジナルよりアーカイブ。2020年11月4日閲覧。
10. ↑  “駅別乗車人員  特定日調査（平日）に基づく”.   北海道旅客鉄道. 2022年8月3日時点のオリジナルよりアーカイブ。2022年8月14日閲覧。
11. ↑  “駅別乗車人員  特定日調査（平日）に基づく”.   北海道旅客鉄道. 2022年9月3日時点のオリジナルよりアーカイブ。2022年9月3日閲覧。
12. ↑  “駅別乗車人員  特定日調査（平日）に基づく”.   北海道旅客鉄道. 2023年11月10日時点のオリジナルよりアーカイブ。2023年11月10日閲覧。
13. ↑  “駅別乗車人員  特定日調査（平日）に基づく”.   北海道旅客鉄道 (2024年). 2024年9月9日時点のオリジナルよりアーカイブ。2024年9月9日閲覧。

### 新聞記事
1. 1 2  “JR深川駅キヨスク、68年の歴史に幕　市民ら「時代の流れ」でも寂しい”. 北海道新聞. (2016年2月16日).  オリジナルの2016年2月17日時点におけるアーカイブ。 2016年2月16日閲覧。
2. ↑  “深川物産館 JR駅舎内に移転オープン” 北海道新聞 (北海道新聞社): p26. (1997年4月4日 朝刊)
3. ↑  深川・滝川・幌向…3駅のキヨスク今春閉店　販売不振で - 北海道新聞（Archive.is）